# パンク町田
パンク 町田（パンク まちだ、本名：町田 英文、1968年8月10日 - ）は、東京都中野区沼袋出身の動物研究家。
血液型O型。身長165cm、体重90kg。

## 人物
- 現在は千葉県旭市の有限会社バーデン敷地内にて、人と動物における新しい可能性を研究するための施設「アルティメット・アニマル・シティ」を運営しながら、原生動物や古生物の解説など幅広くテレビ出演を多数こなす。通称「千葉のターザン」。また、同施設にてラーメン店「らー麺ゴルジ」や「アジア動物医療研究センター」、NPO法人「生物行動進化研究センター」を運営。
- 昆虫から爬虫類、鳥類、猛獣といった、ありとあらゆる生物を扱うことが出来る動物の専門家。
- 野生動物の生態を探るため、世界各地を探索に行った経験を持ち、その経験を中心に多数の書籍を出版。
- 鷹狩の世界に造詣が深く、鷹道考究会理事、日本流鷹匠術鷹匠頭、日本鷹匠協会鷹匠、日本鷹狩協会鷹師を兼任している。
- 最も好きな動物は犬で、かつて「ムツゴロウさん」こと畑正憲から言われた「犬のことをもっと勉強しなさい」という言葉を励みにしているという[1]。
- オールラウンドな犬種を扱うことができる犬の訓練士でもあり、愛玩犬のしつけから、猟犬、バンドッグ（護衛犬）、闘犬の訓練も行う。
- 特定非営利活動法人日本福祉愛犬協会（KCJ）顧問、日本使役犬協会理事長、Japanese bandog clubを主催。日本使役犬協会WORKING DOG専門犬舎『VENOMOUS KENNEL』では闘犬種の繁殖販売も行う。
- 上半身裸でいることが多い理由は、服が変わるだけで動物が驚いてしまうこともあるためである[1]。
- 好きな食べ物はヤツメウナギ、パイナップル。

## 経歴
1968年東京都中野区に生まれる。父が中華料理店を経営していた影響で将来は料理人になろうと思っていたが、動物に関わる仕事を諦めきれずトリマーの専門学校に進み、ペットショップに勤務。21歳で独立し、爬虫類のバイヤーなどを務め、1992年から動物の専門誌などの執筆活動を始める。
1993年から2002年にかけて、食虫植物や様々な動物の生態を探るため、インドネシアのスラウェシ島、ニューギニア島などで先住民族と生活を共にする。当時髪型を先住民族の文化を真似たドレッドモヒカンにしており、「パンク町田」のペンネームの由来となった。
2004年にはイギリスの有名ファルコナー（鷹匠）の元を訪れ、猛禽類の放鷹技術や繁殖技術を学ぶ。
2006年にはスペインやアラブ首長国連邦を訪れて海外の鷹匠技術を積極的に取り入れ、それらの技術を日本に伝える活動を行う。
2008年に千葉県旭市の3300坪の敷地に動物研究施設「アルティメット・アニマル・シティ」を開設。数千匹の生物を飼育している。
2011年のテレビ番組で、畑正憲より「ポスト・ムツゴロウ」に任命される。北海道の畑の自宅を訪問し、YouTubeチャンネル「パンク町田のアニマルTV」で対談したこともあり、「自らムツゴロウと名乗るのではなく、自然とムツゴロウと呼ばれるようになるのが理想」と語っている。
2013年にラーメン店「らー麺ゴルジ」をオープン（2020年にコロナの影響もあり一時閉店）。
2014年8月から、成田空港でバードストライク対策に鷹を使う実験に参加。害鳥対策として糞害のあるビルや倉庫から依頼を受けることもある。
2018年4月から、特定非営利活動法人日本福祉愛犬協会（KCJ）顧問に就任。
2017年9月から、アジア動物医療研究センター（有限会社バーデン）センター長に就任。
2018年5月から、NPO法人生物行動進化研究センター理事長に就任。
2024年、「らー麺ゴルジ」をリニューアルオープン。

## 著書
- 「変態ペット図鑑」（飛鳥新社 1997年）
- 「医食住がよくわかる 大型鳥・猛禽類の飼い方」（有紀書房 1999年）
- 「飼ってはいけないマル禁ペット」（どうぶつ出版 2001年）
- 「猛禽類の医・食・住」（どうぶつ出版 2003年 / 改定版 2006年）
- 「世界猛禽カタログ」（どうぶつ出版 2005年）
- 「愛犬のトラブル解消のためのブリーフセラピー」（アルテ 2009年）
- 「ヒトを喰う生き物」（ビジネス社 2016年）
- 「さわるな危険! 毒のある生きもの超百科」（ポプラ社 2016年 監修）
- 「子供に言えない動物のヤバい話」（角川新書 2017年）
- 「月刊 赤ちゃんとママ」（赤ちゃんとママ社 連載 2017年5月号～）
- 「小二教育技術」（小学館 連載 2018年5月号～）
- 「魅惑の特定動物 完全飼育バイブル」（グラフィック社 2019年）
- 「帰ってきた 毒のある生きもの超百科」（ポプラ社 2019年 監修）
- 「パンク町田の動物たちの噓のような本当の話116」（三笠書房 2020年）
- 「パンク動物記 アフリカの最強動物」（ポプラ社 2020年）
- 「モテたい! 生きたい! 変色生物超百科」（ポプラ社 2021年）
- 「知るほど楽しい!パンク町田の ゆかい痛快!動物の子育ての世界」（赤ちゃんとママ社 2021年）

## 出演
テレビ番組
- 「サンデージャポン」TBS（サンジャポ専属動物研究家）
- 「おしゃれイズム」日本テレビ
- 「朝までたけし的ショー」テレビ朝日
- 「世界まる見え!テレビ特捜部」日本テレビ
- 「お笑いワイドショー マルコポロリ!」関西テレビ
- 「メレンゲの気持ち」日本テレビ
- 「アカデミーナイト」TBS
- 「二匹目のどじょう」日本テレビ
- 「世間の裏側のぞき見バラエティ ウラマヨ!」関西テレビ
- 「有吉AKB共和国」TBS
- 「スター☆ドラフト会議」日本テレビ
- 「やりすぎコージー」テレビ東京
- 「所さんの学校では教えてくれないそこんトコロ!」テレビ東京[5]
- 「森田一義アワー 笑っていいとも!」フジテレビ
- 「大阪ほんわかテレビ」読売テレビ
- 「ZIP!（関西ローカルパート）」読売テレビ
- 「情報ライブ ミヤネ屋」読売テレビ
- 「みんなのKEIBA」フジテレビ
- 「上沼・高田のクギズケ!」読売テレビ
- 「NMBとまなぶくん」関西テレビ
- 「笑神様は突然に…」日本テレビ - チーム動物好きの回
- 「ビーバップ!ハイヒール」朝日放送
- 「そこまで言って委員会NP」読売テレビ
- 「ワイドナショー」フジテレビ
- 「ひるおび!」TBS
- 「ゴゴスマ」CBCテレビ